# دریاگرازسپر
دریاگرازسپر یا آوکاسپیس (نام علمی: Aaveqaspis) یک سرده کوچک از بندپایان منقرض شده می‌باشد. اندازه و طول اعضای این سرده در حدود ۱ اینچ تا ۲٫۵ سانتی‌متر می‌باشد. اعضای این جنس از بند پایان در دوره کامبرین می‌زیستند. فسیل‌های یافت شده از گونه‌های این جنس آغلی از شمال گرینلند جمع‌آوری شده‌اند. دریاگرازسپر با یک چشم نرم کم بینا مانند سه‌لپی (تریلوبیت) زندگی می‌کرد.